# Leptodactylus rhodomystax
Leptodactylus rhodomystax är en groddjursart som beskrevs av George Albert Boulenger 1884. Leptodactylus rhodomystax ingår i släktet Leptodactylus och familjen tandpaddor. IUCN kategoriserar arten globalt som livskraftig. Inga underarter finns listade i Catalogue of Life.